# Mont-ras
Mont-ras település Spanyolországban, Girona tartományban. Mont-ras Palafrugell, Palamós, Vall-llobrega és Forallac községekkel határos. Lakosainak száma 1690 fő (2024).

## Népesség
A település népessége az elmúlt években az alábbi módon változott:
| Lakosok száma | 21   | 618  | 579  | 1007 | 1372 | 1761 | 1847 | 1739 | 1679 | 1690 |
|               | 1717 | 1900 | 1940 | 1965 | 1991 | 2004 | 2009 | 2014 | 2019 | 2024 |